# Хенераль-Бернардо-О’Хиггинс
Хенераль-Бернардо-О’Хиггинс (База Генерала Бернардо О’Хиггинса) — постоянно работающая чилийская научно-исследовательская антарктическая станция, названная в честь Бернардо О’Хиггинса.

## История
База была создана 18 февраля 1948 года чилийской антарктической экспедицией и является одной из наиболее долго работающих антарктических баз. Её население составляет от 21 человека зимой до 50 человек (2006—2007) летом, хотя помещения позволяют принять до 60 сотрудников.
В декабре 2020 года на этой станции была установлена первая в Антарктиде вспышка коронавирусной инфекции. Диагноз COVID-19 подтвердился у 26 военных и у 10 гражданских работников технического обслуживания. Их эвакуировали в Пунта-Аренас на юге Чили, а станцию после тщательной дезинфекции заново укомплектовали персоналом.

## География и климат
Расположена на высоте 13 м выше уровня моря, среднее годовое количество осадков составляет 709 мм, средняя температура января 0 °C, средняя температура июля — −8 °С.